# Migowo

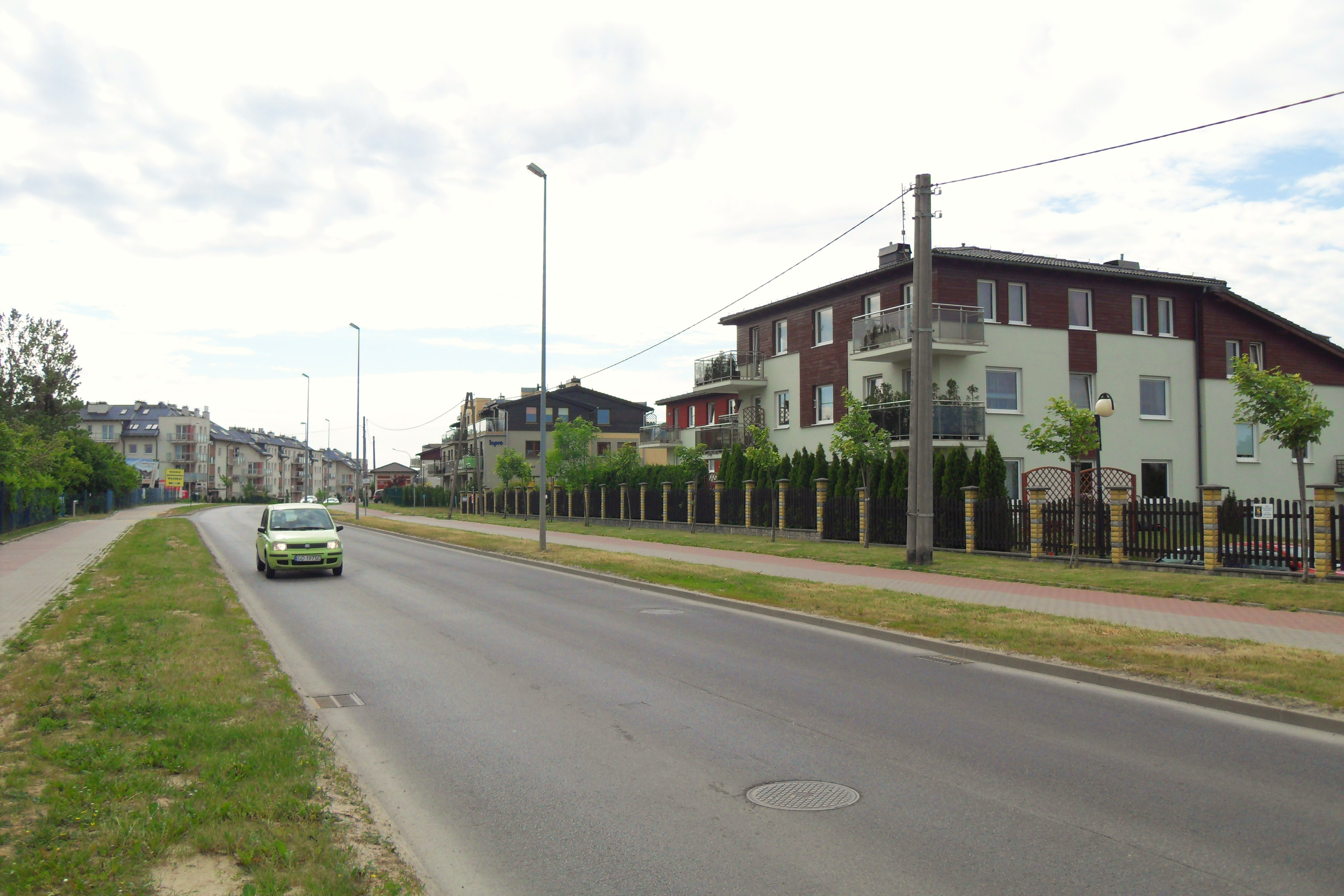
Zachodnia, nowa część Migowa

Migowo (kaszb. Mëgòwò, niem. Müggau) – osiedle bloków mieszkalnych w Gdańsku, w dzielnicy Piecki-Migowo.
Migowo stanowi zachodnią i centralno-południową część dzielnicy. Osiedle rozciąga się po obu stronach głównej jego ulicy – dwupasmowej ul. Bulońskiej. Granice Migowa wyznaczają ul. F. Rakoczego, granica dzielnicy oraz niezagospodarowany pas terenu oddzielający Migowo od osiedli Słoneczniki oraz Trzy Dęby.
Na terenie Migowa przy ul. Myśliwskiej znajduje się zabytkowy park dawnego Dworu Migowo.

## Historia
Migowo w różnych okresach historii i w zależności pod kogo podlegała wieś pojawia się pod kilkoma nazwami „Emugow”, „Müggau”, „Mygowo”, „Migowo”, przy czym sama nazwa Migowo jest fonetyczną kalką językową dawnej nazwy Müggau zaczącej tyle co Komarowo. Nazwa najprawdopodobniej powstała na bazie kaszubskiego słowa mëga, oznaczającego właśnie komara, zapożyczonego z języka dolnoniemieckiego, gdzie rzeczownik ten brzmi Mügge. 

Pierwsze wzmianki o wsi pochodzą z 1379 roku i dotyczą nadania jej „Klausowi Kluckowowi”. Wieś wtedy liczona jest na 20 łanów chełmińskich obecnie około 320 ha. W czasach Państwa krzyżackiego oprócz czynszu pieniężnego wieś dostarczała również dwie kury rocznie. Wraz z „Przywilejami elbląskimi” z 1454 roku w trakcie Wojny trzynastoletniej wieś zostaje nadana Gdańskowi.
 Wieś Mygowo należąca do Gdańskiej Wyżyny terytorium miasta Gdańska położona była w drugiej połowie XVI wieku w województwie pomorskim. 
W XVII w za sprawą gdańskiego mieszczanina Henricha Kortzfleischa powstaje we wsi przedsiębiorstwo oczyszczania wosku.

W 1707 roku w ramach tzw. III wojny północnej w okolicach wsi biwakowały oddziały rosyjskie, które spustoszyły wieś i częściowo ją spaliły.
Na koniec roku 1892 wieś zamieszkiwało 112 osób, 57 Kaszubów (48 katolików i 9 ewangelików) oraz 55 Niemców (15 katolików i 40 ewangelików).

W 1922 roku następuje parcelacja majątku. W tym okresie pojawia się polski egzonim Mygowo.

Po II wojnie światowej nazwa wsi zostaje zmieniona z Müggau na Migowo.
Migowo zostało przyłączone w granice administracyjne miasta 1 kwietnia 1942, a następnie w 1954. Osiedle należy do okręgu historycznego Wrzeszcz.